# Borden Building
El Borden Building es un rascacielos de 133,5 m de altura ubicado en 180 East Broad Street en la ciudad de Columbus, la capital del estado de Ohio (Estados Unidos). Se coronó el 9 de mayo de 1973 y se completó el año siguiente. Harrison & Abramovitz diseñó el edificio siguiendo un estilo arquitectónico moderno. El edificio tiene 34 pisos y es el noveno más alto de Columbus. También dispone de 52  842 m² de superficie útil. Los inquilinos actuales del edificio incluyen a Deloitte, Hexion, OhioHealth, Washington Prime Group, la Secretaría de Estado de Ohio y la Comisión de Servicios Públicos de Ohio.